# Stereolab
A Stereolab brit/francia együttes. Több műfajban is játszanak: avant-pop, indie rock, post-rock, elektromos zene. 1990-ben alakultak meg Londonban.
Karrierjük alatt 10 nagylemezt (bár az utolsó technikailag válogatáslemez volt) dobtak piacra. Jellemző rájuk a kísérletezés. Dalszövegeik témája nagyrészt a politika. A negyedik stúdióalbumuk bekerült az 1001 lemez, amit hallanod kell, mielőtt meghalsz című könyvbe. 2009-ben feloszlottak. 2019-ben újból összeálltak. 

## Tagok
- Tim Gane - gitár, ének (1990–2009, 2019–napjainkig}
- Lætitia Sadier - ének, ütős hangszerek, billentyűk, gitár, harsona (1990–2009, 2019–napjainkig)
- Andy Ramsay - dob (1992–2009, 2019–napjainkig)
- Joseph Watson - billentyűk, vibrafon, vokál (2004–2009, 2019–napjainkig)
- Xavier Muñoz Guimera - basszusgitár (2019–napjainkig)

Volt tagok
- Joe Dilworth - dob (1990–1992)
- Martin Kean - basszusgitár (1990–1992)
- Gina Morris - vokál (1991)
- Mick Conroy - billentyűk (1992)
- Mary Hansen - ének/vokál, gitár, billentyűk, ütős hangszerek (1992–2002) (2002-ben elhunyt)
- Sean O'Hagan - billentyűk, gitár (1993)
- Duncan Brown - basszusgitár (1993–1995)
- Katharine Gifford - billentyűk (1993–1995)
- Morgane Lhote - billentyűk (1995–2001)
- David Pajo - basszusgitár (1995)
- Richard Harrison - basszusgitár (1996–1998)
- Simon Johns - basszusgitár (1999–2009)
- Dominic Jeffery - billentyűk (2001–2006)
- Joseph Walters - gitár, billentyűk (2004–2008)
- Julien Gasc - billentyűk, vokál (2008–2009)

## Diszkográfia
- Peng! (1992)
- Transient Random Noise Bursts with Announcements (1993)
- Mars Audiac Quintet (1994)
- Emperor Tomato Ketchup (1996)
- Dots and Loops (1997)
- Cobra and Phases Group Play Voltage in the Milky Night (1999)
- Sound-Dust (2001)
- Margerine Eclipse (2004)
- Chemical Cords (2008)
- Not Music (2010, posztumusz kiadás, az együttes ritka dalainak összegyűjtése)